# Princess X
Princess X (справжнє ім'я: Inessa Lee) — співачка i модель, відома завдяки участі у американському телевізійному шоу American Idol.

## Освіта
Навчалася на факультеті іноземних мов — Житомирський державний університет імені Івана Франка, Україна, завдяки чому володіє трьома мовами: англійською, німецькою та французькою.

## Життя і творчість
Інесса виросла в Україні, куди переїхала з батьками у віці 9 років із Сургуту. З 2005 року працювала у модельній агенції «Karin MMG», де знімалась для обкладинок жіночих журналів.
У 2008 році взяла участь у міжнародному модельному проекті «Models Around the World», у Лос-Анджелесі. Завдяки участі в проекті, Інесса потрапила на обкладинку голлівудського журналу «Hollywood Weekly». У 2009 році вона вийшла заміж за відомого американського письменника i залишилася жити у Лос-Анджелесі, де розпочала кар'єру співачки.
В 2011 році знімалась у реаліті-шоу American Idol, (10 сезон), завдяки чому отримала впізнанність у США i привернула до себе увагу музичних продюсерів.

## 2011
Написала пісню «You Turn Me On», яка була номінована на премію HMMA Hollywood Music in Media Awards 2011 в категорії «Dance». Співачка також потрапила до фіналу міжнародного конкурсу музичних авторів ISC 2011 в категорії «Dance/Electronica».
Пісня «You Turn Me On» стала саундтреком для реклами серіалів телеканалу CBS: Big Bang Theory, Good Wife, How I Met Your Mother, The Millers, Price is Right, Undercover Boss, The Young and the Restless.
Пісня Princess X «Insane in F#» стала саундтреком до фільму Cheyenne, однією з частин проекту Five (for the Cure), режисерами якого були Петті Дженкінс, Дженніфер Еністон, Аліша Кіз та інші голлівудські зірки.

### 2012—2013
У 2012 році записала пісню «Gimme All (Ring My Bell)».
У лютому 2013 трек потрапив на 9 місце британського чарту The U.K. Music Week Commercial Pop Chart, де залишався протягом 7 тижнів.. У квітні 2013 пісня «Gimme All (Ring My Bell)» потрапила на 12 позицію американського чарту The U.S. Billboard Hot Dance Club Play Chart, де залишалася 9 тижнів.

### 2014—2016
У 2014 році продюсери Ана i Раду Сирбу написали для співачки пісню «Dynamite». Раду — колишній соліст гурту O-Zone.
В листопаді 2014 відбулася прем'єра кліпу Dynamite на каналі Cat Music.. Завдяки цьому кліпу, співачка здобула популярність в Україні.
У березні 2015 трек «Dynamite» попав на 33 позицію британського чарту U.K. Music Week Upfront Club chart, де перебував протягом 8 тижнів. У травні 2015 ремікс від The Ruff Loaderz посів 11 місце в американському чарті iTunes HOT 100 Weekly Chart.
В листопаді 2015 трек I Am Not I зайняв 15 місце у британському чарті U.K. Music Week Commercial Pop chart. У березні 2016 пісня потрапила на 41 позицію американського чарту The U.S. Billboard Dance Club Songs Chart.

## Дискографія
Сингли
| Рік  | Сингл                    |
| ---- | ------------------------ |
| 2010 | Insane in F#             |
| 2011 | You Turn Me On           |
| 2012 | Gimme All (Ring My Bell) |
| 2014 | Dynamite                 |
| 2015 | I Am Not I               |